# Strecktau

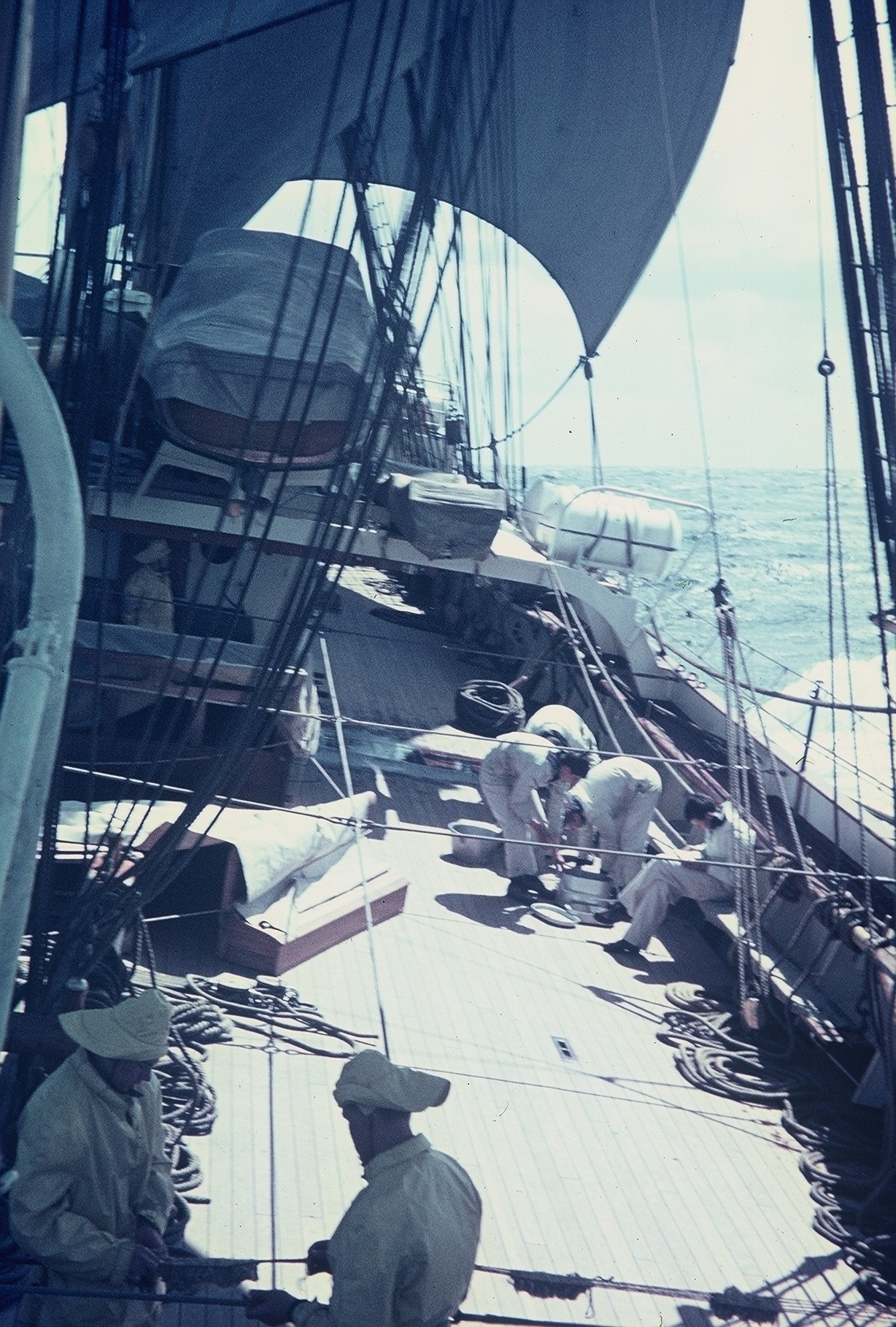
Strecktaue auf der Gorch Fock (1968)

Ein Strecktau ist auf einem Schiff ein gespanntes Tau oder ein Gurtband, an dem sich die Seeleute bei schwerer See an Oberdeck festhalten oder mit einem Karabinerhaken einhängen können. 

## Bezeichnung
Der Begriff Strecktau kommt daher, dass sie über eine relativ lange Strecke reichen, um Bewegungsfreiheit zu erhalten und daher stark vorgespannt (gestreckt) sein müssen. Bei Belastung durch das Gewicht eines Mannes in Querrichtung zum Seil würde das Tau sonst schnell nachgeben.

## Yachten

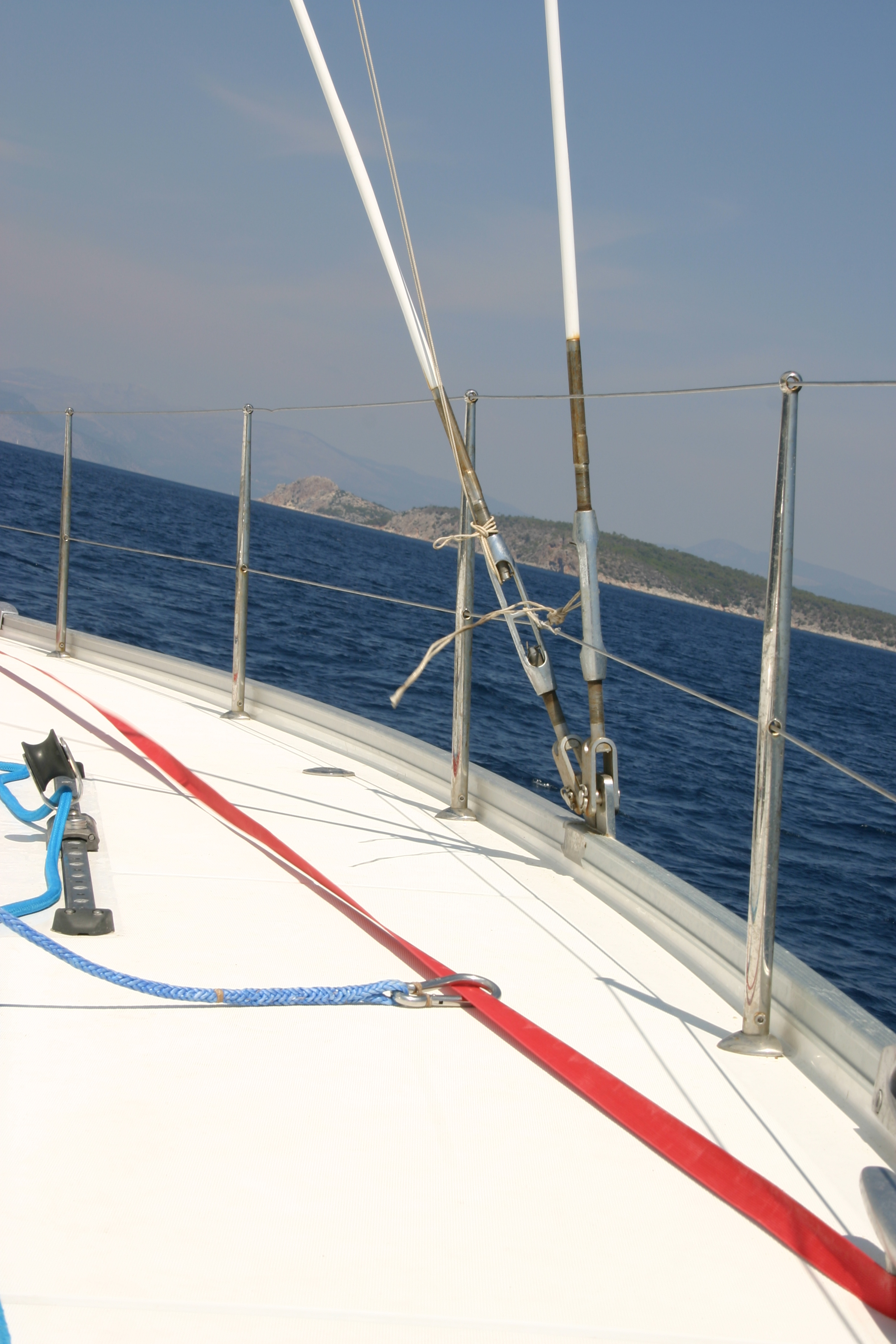
Strecktau an Bord einer Segelyacht (rot), an dem eine Sicherheitsleine (blau) eingepickt ist

Das Tau ist bei Yachten beispielsweise am Bug befestigt und läuft an Deck frei bis zum Heck, wo sie ebenfalls fest verankert ist. Der Seemann trägt ein Sicherheitsgeschirr (Lifebelt) mit einer kurzen Verbindungsleine (der Sorgleine) und Karabinerhaken am Ende. Bei schwerem Wetter mit viel Wind und Seegang kann sich hier der Seemann einhängen, um Halt gegen starke Schiffsbewegung und überkommende Wellen zu finden und nicht über Bord gespült zu werden oder um bei der Arbeit an Deck beide Hände frei zu haben. Strecktaue sind entweder dauerhaft fest angebracht, oder werden nur bei zunehmendem Seegang eingesetzt. Sie werden in einem möglichst großen Abstand zur Reling ausgebracht, damit der angeseilte Seemann nicht über diese hinausfallen kann.

## Großschifffahrt
Auf großen Decksflächen können durch Wellen große Wassermassen einen reißenden Strom entstehen lassen („Seeschlag“) und nicht gesicherte Seeleute über Bord spülen. Auf großen Schiffen sind deshalb Strecktaue überall angebracht, wo an Deck bei schlechten Wetterbedingungen gearbeitet werden muss. Sie werden meist etwas oberhalb Mannshöhe befestigt, damit sie die Bewegungsfreiheit nicht einschränken. 